# 2000年中華民國總統選舉
2000年中華民國總統選舉，即中華民國第十任總統副總統選舉，於2000年（民國89年）3月18日舉行，為中華民國第2次正、副總統公民直選，採用普通、直接、平等、無記名、單記、相對多數投票制度。共有5組候選人參選；選舉人數超過1,200萬，投票率截至目前仍為史上最高，達82.69%。最後由民主進步黨總統候選人陳水扁、副總統候選人呂秀蓮當選，達成中華民國行憲以來、也是中華民國政治史上第一次政黨輪替，終結中國國民黨在臺灣長達55年的執政。同時、本次選舉也產生中華民國首位女性副總統，是女性在台灣政治上的一大發展。本次是第一次當選者得票數未過半的總統選舉，也是2024年之前的唯一一次。
1990年代的臺灣社會瀰漫尋求政治改革的氣氛，執政已逾半世紀的國民黨在重大選舉中受到民進黨的挑戰。第7～9任總統李登輝依據《中華民國憲法增修條文》規定，原可繼續連任，但最終宣布放棄。國民黨提名時任副總統連戰參選，民進黨提名台北市首任民選市長陳水扁參選，加上原任臺灣省省長的宋楚瑜脫黨參選，和與陳水扁不合的前民主進步黨主席許信良、及以批判國民黨著稱的作家李敖也跟著參選。國民黨敗選後李登輝辭去黨主席，隔年即遭國民黨開除黨籍。不久後部分李登輝支持者成立台灣團結聯盟並奉其為精神領袖，政治立場趨向台灣獨立，並與民進黨結盟；拿下第二高票的宋楚瑜則在支持者的期盼下創立親民黨，後與國民黨合作，組成國親聯盟並掌握立法院多數席位。國民黨在選後進行一連串的黨務改組、並和過去李登輝的政治本土化路線切割。臺灣亦在本次選舉後，走向藍綠兩大政治勢力的競爭局面。
本次選舉為民進黨的首次勝利，陳水扁及呂秀蓮當選為正副總統，成為首位民進黨籍正副總統，而呂秀蓮成為中華民國首位女性副總統。國民黨在選前的分裂無疑對陳水扁的當選有很大的幫助，國民黨內宋楚瑜、連戰兩派人馬在選前未能整合成功，較高聲望的宋楚瑜最後宣佈退出國民黨獨立參選。最終導致國民黨選民票源分散，宋楚瑜最後以30多萬票的差距落選，而連戰則慘敗。
從選舉結果上可看出來，國民黨是一面倒，傳統的國民黨支持者全部倒向宋楚瑜，而台灣本土的支持者也全部倒向陳水扁。正如部分學者分析的一樣，李登輝的兩個圖騰，外省的代表以及本省的代表分別被宋楚瑜與陳水扁搶走，連蕭競選總部主委王金平則表示是「棄連保宋」、「棄連保扁」兩邊棄保效應都發作的結果。
無論在馬英九執政的臺北市，還是傳統執政的花蓮縣、臺東縣等都一面倒倒向宋楚瑜。立法院院長王金平的高雄縣，國民黨執政的嘉義縣、彰化縣則倒向陳水扁。而民進黨從國民黨手上搶得執政的桃園縣、新竹縣市、臺中縣市、以及南投縣倒向宋楚瑜。
宋楚瑜之所以以30萬票之差敗選，部分看法認為一來是他的外省人身份，二來是興票案使他失去了大量中間選票，加上李遠哲臨門一腳，使中間選票流向陳水扁處。三來是棄連保扁的耳語，加上中華人民共和國總理朱鎔基於大選前三天表示「不管是誰，只要搞台獨，就沒有好下場」，引起台灣民眾反感。
而宋楚瑜在擔任省長時大量投入公共建設（被其它候選人譏為送錢（宋前）省長），因此在基礎建設落後的東部，山區及離島上及921大地震的受災區又獲得高得票率（花蓮縣獲58.8%，台東縣52.8%；震災嚴重的南投縣達到46.9%；在台中縣的受災區大里市（41.0%）太平市（44.1%）霧峰鄉（42.1%），宋楚瑜的得票率均高於台中縣的平均得票率（38.1%）。）
部分人士則認為李登輝的本土老友們都現身支持陳水扁，使支持李登輝的本土票大量流向陳水扁，導致連戰失去與陳水扁相峙不下的機會，反變成連宋相爭、阿扁得利。但從中選會資料顯示，在李登輝具有影響力的故鄉三芝鄉，連蕭以48.44%得票率大幅領先陳呂配的24.53%，對比全國連戰23.10%落後陳呂39.30%，以及2004年三芝鄉陳水扁得到44.25%得票率（提升20%得票率，超過全國提升約10%得票率）來分析，2000年李登輝方面應有出力支持連戰。

## 政治背景
時任中華民國總統李登輝於1996年首次總統直選成功連任後，動念再進行政治改革。在第三屆立法委員選舉中首次聯手締造三黨不過半局面的民進黨與新黨開始合流，民進黨主席施明德出面和新黨領袖趙少康喝「大和解咖啡」，達成在立法院及國民大會中聯手合作的共識。在立法院長選舉中民進黨與新黨搭檔競選立法院長，但是原先被看好的施明德由於內部跑票，以一票之差敗給國民黨的候選人，跑掉的這一票更是黨內新興政治明星、時任台北市長陳水扁的子弟兵民進黨立委張晉城，造成施明德和陳水扁日後的不和。李登輝於是要新任副總統的連戰，繼續出任行政院院長，被民進黨等立委指責違憲。1996年總統選舉後，民進黨主席施明德以選舉失利引咎辭職，改由許信良再次出任民進黨主席。
李登輝其後召開國家發展會議。會議中提出凍結台灣省政府選舉，虛級化台灣省政府功能（又稱為「凍省」）來與民進黨交換行政院長不需要由立法院同意，只由總統任命即可。連戰雖然退下火線，但同時招來民選台灣省長宋楚瑜的強烈反彈，為日後宋楚瑜脫黨參選種下遠因。1997年，國民大會通過第四次增修條文，正式落實國發會的決議，連戰專任副總統，改由立委蕭萬長出任行政院長，年底國民黨於縣市長選舉中受到前所未有的慘敗，在多處縣市出現國民黨內鬨分散選票的情形下，團結的民進黨奪得了占百分之七十以上人口的縣市的執政權。
1998年，中華民國直轄市市長暨市議員以及立法委員選舉（簡稱三合一選舉），國民黨奪回台北市執政權，但同時失去高雄市，在立法院則重新奪回簡單多數。民進黨和新黨的立法院席次均告萎縮。陳水扁陣營在台北市長選舉中一度以「土狗、貴賓狗」和「新賣台集團的棋子」批評香港出生的馬英九。陳水扁的失利和外省籍選民在國民黨和新黨候選人之間的主動棄保引發民進黨內部反思，黨內四大派系於選後進行電視實況轉播的中國政策辯論會。會後，民進黨為了邁向執政而採取較溫和的兩岸政策。
1999年，國民黨總統提名初選，連戰副總統獲得提名，而宋楚瑜決定脫黨參選。連任台北市長失利的陳水扁獲民進黨提名，許信良脫黨參選。新黨提名作家李敖參選。

### 中國國民黨
自李登輝連任以後，國民黨中生代的接班競爭日漸激烈。由於連戰已當選副總統，理應卸下行政院長一職。但李登輝考量立法院的席次以及中生代搶位置的問題，決定由連戰續任行政院長，當然，傳有“極具代表性的中生代重量級人士”同意此說，有說是宋楚瑜。
副總統兼行政院長是戒嚴時代的事，原行政院長陳誠當選副總統後，行政院長由俞鴻鈞接任，但俞氏與監察院結怨，最後下台，故由副總統陳誠兼任行政院長。後來由嚴家淦接任行政院長。陳誠病逝後，蔣中正提拔嚴家淦為副總統，嚴氏續以副總統兼行政院長，但同時蔣中正的兒子蔣經國被任命為行政院副院長。最後蔣經國接任行政院長，直到此刻，並未再有副總統兼任行政院長。
連戰以副總統身份兼任行政院長，引來在野黨違憲的指責。在野黨在立法院拒絕連戰進行施政報告，把之拒於門外。後來司法院大法官會議作成《釋字第419號解釋》，指副總統兼任行政院長「與憲法本旨未盡相符」。
宋楚瑜自出任台灣省長後，成功塑造出勤政愛民形象，聲望日漸提高，政壇逐漸傳出對「葉爾欽效應」的疑慮。而省政府與行政院的對峙亦日益嚴重。雖然副省長林豐正北上出任內政部長，省府亦有一些官員高升，但省府仍然繼續因為省政事務炮轟行政院。在李登輝連任總統的選舉中，宋楚瑜出了不少力，間接對李登輝構成威脅。
總統府放出消息，表示有意把台灣省政府虛級化，國民黨立委亦已顯示出動作。而台灣省政府亦同時作出駁斥。時任總統李登輝宣佈在1996年12月舉辦國家發展會議，邀請民進黨一同協商。結果李登輝以凍省與虛省與民進黨交換立法院對行政院長的同意權。儘管國民黨與民進黨認為這是取材於法國的「改良式雙首長制」，但在民進黨執政以後，除了唐飛是國民黨，陳水扁任內所有行政院長是民進黨，朝野一直對立。
時任台灣省長宋楚瑜在國發會有決議以後，宣布辭職抗議。結果在李登輝挽留下，宣布請辭待命。本來宋楚瑜與李登輝情同父子，如今反目成仇。無論李登輝以甚麼理由凍省，但在宋心中都是針對其本人的削權打壓之舉。就以1997年8月的國民黨中常委選舉來說，宋得到第一高票當選中常委。但黨報中央日報中，完全沒有宋楚瑜以第一高票當選的消息，頭版只有“蕭萬長以數票之差得到第二名”。自此宋與李漸行漸遠。
蕭萬長於1997年國民黨全代會後接任行政院長。雖然連戰已經下台，但接下來的縣市長選舉，國民黨因凍省風波以及黨內內鬨而大敗。民進黨得到一些從未執政的縣市。
1998年，臺北市長與高雄市長選舉以及立法委員選舉，雖然新黨也派出形象牌的王建煊出選，但在馬英九的超人氣加上棄保效應使新黨票源回流，擊敗尋求連任的陳水扁。而高雄市長由民進黨的謝長廷擊敗國民黨的吳敦義。
1999年，時任副總統連戰得到國民黨總統候選人提名，想找前台灣省長宋楚瑜為副手，可惜連戰太遲表態，總統府對宋又冷嘲熱諷，結果時任副總統連戰只好找時任行政院長蕭萬長為副手參選，而前台灣省長宋楚瑜則脫黨參選。另外值得一提的是，由於連戰常被認為是含著金湯匙出生的官宦子弟，再加上其性格保守，在政治上拙於表現，所以當時連戰的形象並不好，甚有「阿斗」之譏。另一方面，前台灣省長宋楚瑜則成功塑造了精明幹練、勤政愛民的好形象，民意支持度遠高於連戰。

### 民主進步黨
民進黨在1996年總統大選中，彭明敏及謝長廷的搭配對上李登輝慘敗，但同時在1996年國大代表選舉中得到可以否決修憲的席次，使國民黨不能一黨修憲。
民進黨慘敗後，黨主席施明德辭職負責，第五屆黨主席、前桃園縣長許信良當選第七屆黨主席。一直致力於參選總統的他，被時任總統李登輝深夜請到總統府協商修憲事宜，被黨內視為“主席夜奔敵營”。時任總統李登輝召開國家發展會議，以凍省來交換行政院長由總統委任，在目的達到後不再續灘。兩黨聯手進行第四次修憲，但被人稱為“一件西裝換四條內褲”。
1996年11月，國民黨籍的桃園縣縣長劉邦友被槍殺，1997年3月的桃園縣長補選，被視為年底縣市長選舉的前哨戰，結果由民進黨提名的立委呂秀蓮勝出。年底選舉，民進黨一舉攻下多席縣市長，使國民黨執政的基隆市及台中縣、市等變綠。
1998年，北高市長及立委選舉，民進黨最高位階的民選首長，時任台北市長陳水扁被國民黨籍候選人馬英九擊敗，未能連任，但高雄市長則由謝長廷以些微票數擊敗尋求連任的吳敦義而當選，高雄從此由民進黨執政至2018年。
1999年，許信良參與黨內總統初選，初時認為前台北市長陳水扁被黨內公職參選相隨時間的限制（即民進黨所謂的「四年條款」）而未能參選，但因陳水扁具有高度民意，所以部份民進黨人士有意專為陳水扁修改四年條款。雖然陳水扁籲請民進黨同志勿為其一人量身訂做規定，也口頭表態支持許信良出馬，但檯面下的運作暗潮洶湧。最終民進黨仍通過修改四年條款，使陳水扁得以解套參選。黨內初選結果由陳水扁打敗許信良得到提名，在民進黨5月8日召開全國黨代表前一天，許信良發表〈同志們，我們在此分手〉宣言，宣告退黨參選。

## 政黨內部初選

### 中國國民黨
國民黨並無舉行黨内初選，時任國民黨主席的李登輝堅持指定時任副總統兼國民黨副主席的連戰為總統參選人，前臺灣省長的宋楚瑜表示強烈不滿，最終公開宣佈退黨參選。
在副手方面，國民黨高層一致屬意由蕭萬長成為副總統候選人與連戰搭檔競選，兩人最終獲得國民黨提名。而國民黨也於1999年11月開除宋楚瑜黨籍。

### 新黨
新黨同樣也沒有辦理黨内初選，李敖在沒有競爭對手的情況下直接成爲為新黨的總統參選人。在副手方面，李敖指定馮滬祥為搭檔。

### 其他被連署人
這次總統選舉，中央選舉委員會公告的被連署人共計六組，至民國89年（2000年）1月6日17時30分截止提出連署書，統計如下表（送審的被連署人都是向台北市選舉委員會提出）：
| 被連署人 | 被連署人 | 被連署人 | 連署書份數   | 連署書份數   | 連署書份數 | 通過與否 |
| 總統     | 副總統   | 政黨     | 提出連署人數 | 刪除連署人數 | 合格人數   | 通過與否 |
| -------- | -------- | -------- | ------------ | ------------ | ---------- | -------- |
| 宋楚瑜   | 張昭雄   | 無黨籍   | 1,068,888    | 119,665      | 949,223    |          |
| 許信良   | 朱惠良   | 無黨籍   | 348,100      | 63,201       | 284,899    |          |
| 鄭邦鎮   | 黃玉炎   | 建國黨   | 1            | 0            | 1          |          |
| 章強     | 梁熾誠   |          | 0            | 0            | 0          |          |
| 賴正義   | 李祖杰   |          | 0            | 0            | 0          |          |
| 邵建興   | 彭勝遙   |          | 0            | 0            | 0          |          |

## 選戰過程
以下為根據TVBS在1999年9月19日，10月3日，10月17日，10月24日，10月31日，11月7日（興票案前）舉行的六次民意調查之平均數值。
|        | 全體 | 國中及以下 | 高中高職 | 大專及以上 |
| ------ | ---- | ---------- | -------- | ---------- |
| 連戰   | 20.2 | 23.7       | 21.3     | 16.0       |
| 陳水扁 | 23.2 | 18.2       | 22.0     | 28.5       |
| 宋楚瑜 | 34.8 | 19.7       | 40.5     | 42.5       |
| 未決定 | 21.0 | 38.0       | 15.5     | 10.8       |

|        | 全體 | 20-29歲 | 30-39歲 | 40-49歲 | 50歲以上 |
| ------ | ---- | ------- | ------- | ------- | -------- |
| 連戰   | 20.2 | 13.0    | 16.7    | 24.0    | 27.7     |
| 陳水扁 | 23.2 | 33.2    | 22.5    | 20.5    | 16.8     |
| 宋楚瑜 | 34.8 | 42.2    | 44.3    | 35.0    | 18.0     |
| 未決定 | 21.0 | 10.5    | 15.2    | 21.2    | 36.8     |

宋楚瑜在中高學歷及50歲以下獲得壓倒性優勢，此外在他客家及原住民的主要地區更拿到最高票，而連戰則在國中及以下學歷和50歲以上取得優勢，陳水扁則處於中間。
根據日本學者小笠原欣幸指出，年齡層分布在五十歲以上的世代，學歷皆不高，他們最關心的事是縣市內的利益分配而派系同志們權力爭奪。而高學歷高收入人們，得到有關台灣內外的政治經濟發展的資訊多，社會意識現代化，因而他們期待改革，因此反對國民黨卻肯定「中華民國體制」的人最終轉向支持宋楚瑜，而對「中華民國體制」產生疏離感的人則轉向支持陳水扁 。
本次選戰特殊的是連戰支持度長期底下，但看好度最高，而根據聯合報在2000年1月統計資料顯示，看好連戰勝出的選民認為國民黨資源龐大；看好陳水扁勝出的選民認為陳水扁清廉、反黑金；看好宋楚瑜的選民則認為宋過去政績好，且非常親民。

### 宋楚瑜領先
自1999年春起，宋楚瑜方面一直保持支持率的領先。雖然宋氏在省長任內亦有將地方派系當作自己支持基礎，但仍成功與李登輝及國民黨保持距離。宋氏雖然出身保守派，卻以改革為訴求。成功吸引了「期待結束國民黨的長期執政，卻又不放心讓民進黨執政」的選民。以族群論，支持宋楚瑜者除了外省人外，還有相當比例的客家人及原住民，以及一些閩南系本省人（尤其是住在都市地區的高學歷分子，以及國民黨的地方派系及中堅幹部），宋楚瑜帶出的聲勢，遠遠超過只以外省人為支持對象的新黨。這是宋楚瑜的優勢。:156
隨著1999年9月，宋楚瑜的聲勢仍未下滑，李登輝也開始急了。李登輝開始親上火線大力抨擊宋楚瑜。批評宋氏在擔任省長期間「只會拿省政府的錢來收攬民心」，是「提籃假燒金」。總統府秘書室主任蘇志誠也一再以情緒性字眼攻擊宋楚瑜。民眾的省籍情結也受到刺激，也使外省人對李登輝反感攀升。9月21日，臺灣發生大地震，災情極為慘重。選戰因此中斷了大約一個月，李登輝帶頭指揮救災及重建工作，再度讓世人感受他的重要性。但選戰重新開打後，宋楚瑜支持率仍居於領先地位。:156-157
另一在野陣營陳水扁擁有政治改革的決心及能力，獲得民眾普遍認同。但亦有人擔心如果讓陳氏當選總統，不管是國內政治還是兩岸關係都會發生巨變。因此陳水扁陣營以「新中間路線」為口號，並不擺出與中國勢不兩立的姿態，而是主打執政之後將推動黑金改革。但即使如此，支持率還是沒上的徵兆。:157

### 興票案
1999年12月9日，立委楊吉雄揭發「中興票券事件」（即興票案）攻擊宋楚瑜涉及金錢醜聞，而宋楚瑜對此解釋先後出現「長輩給的」、「託孤蔣家（蔣中正家族）後代」等說法，被認為前後不一，引起選民質疑，選情受到重大衝擊，唯該案在選後獲不起訴處分。
另一方面，民進黨提名的陳水扁原本支持度排名最後，以「清流共治」為訴求，在宋氏聲望下跌後開始支持度高昇。
根據中國時報在興票案後做的民調，宋楚瑜支持度下滑，但仍然位居第一。
|        | 陳水扁 | 連戰 | 宋楚瑜 |
| ------ | ------ | ---- | ------ |
| 支持度 | 21     | 19   | 23     |

### 中共的干涉與連戰陣營失策
2000年2月21日，距投票剩一個月的時候，中共發佈了《一個中國原則與臺灣問題》白皮書，文中強調不排除動用武力，同時強硬要求臺灣當局立刻與大陸展開以統一為前提的政治協議。在發表這篇白皮書的同時，中共方面也透過對臺政策負責人的發言，企圖干預選舉，阻止陳水扁當選。陳陣營冷靜以對，並沒有出現過度反應。:160
在連戰陣營方面，出現1996年總統選舉脫離國民黨參選的陳履安，表態支持連戰。連戰也利用蔣經國故子的遺孀為自己拉抬聲勢，而且讓蔣經國時代的大老上臺發言，彷彿回到以前的時代。反而造成許多是因為李登輝才支持國民黨的本省人背離國民黨。陳水扁陣營趁機表示繼承李登輝理念的不是連戰，而是陳水扁，引誘支持者「棄連保扁」。:161
連陣營為了挽回劣勢，開始大打負面選戰。當時臺灣的無線電視臺有四臺，其中台視、中視及華視都受國民黨影響，唯獨民視是親民進黨的電視臺。當時三臺的黃金時段廣告幾乎全由連戰陣營包下，形成連一般的商業電視臺也幾乎看不到的詭異狀態。三臺的新聞節目也只報導連戰的競選活動，關於其他候選人的報導可說是少之又少。:162在各大報紙上，連戰陣營也靠雄厚的資金實力，持續發布大量競選文宣。以2000年3月7日的《自由時報》為例：全版共十六個版面中，連戰陣營就刊登了兩則全版廣告及兩則半版廣告。投票日前兩個星期，幾乎都是這樣的狀態。而且這些廣告大部分是攻擊陳水扁及宋楚瑜的負面文宣。反而讓標榜「優質民主政治」的連戰喪失了民眾的信任。:162
2016年3月，有「國民黨大掌櫃」之稱的前國民黨投資事業管理委員會主委劉泰英，在接受《財訊》雙週刊專訪表示，連戰在2000年總統選舉時花了120億新臺幣。比李登輝在1996年選舉花不到20億還多。對此時任連陣營競選總部發言人的陳學聖於3月25日表示，120億元應該包含其他的捐款，但總數應該沒錯。

### 百萬人民站出來
2000年初，由於陳水扁在民調上不及連戰，民進黨於3月17日召開名為「百萬人民站出來」的大型造勢晚會。

### 李遠哲效應
在選舉最後關頭，時任中央研究院院長的諾貝爾化學獎得主李遠哲以「台灣未來是向上提升還是向下沉淪？」之說公開支持陳水扁，並領銜時任奇美電子董事長許文龍、前台灣高速鐵路公司董事長殷琪、雲門舞集創辦人林懷民、宏碁集團創辦人施振榮、長榮集團總裁張榮發等多名重量級商業、學術、文化界人士組成「國政顧問團」為陳水扁背書，成為陳水扁當選的一大關鍵。

### 中国大陆总理言論
在選舉前三天的3月15日，中國國務院總理朱鎔基在中外記者會上發表「不管是誰，只要搞台灣獨立，就沒有好下場」、「切莫一時衝動，以免後悔莫及」、「還有三天，世事難測，台灣同胞你們要警惕啊！」的談話，朱鎔基的言论經電視畫面播出，瞬間被傳播到台灣內外。
朱鎔基此舉立刻引起中華民國陸委會主委蘇起表明中華民國是主權獨立國家，並批評中共沒有權力對總統大選指指點點。同日美國國務卿阿布萊特在眾議院答覆問題時也表明無法接受中共對台聲明，而正在日本訪問的美國國防部長威廉·科汉在厚木基地接受訪問時亦呼籲中共停止對台恫嚇，並表明美國有義務對台灣提供防禦性武器裝備。朱鎔基聲明亦引起美國《華盛頓郵報》在16日發表「朱鎔基是柯里昂」社論，將其比為電影《教父》中的黑手黨老大。由於朱鎔基言論被視為對台灣選民威脅，引發部分選民反彈反而支持被視為偏向台獨的陳水扁，成為影響選情的因素之一。

### 馬英九假民調
時任台北市長馬英九在選前二天，違反《總統副總統選舉罷免法》第47條，選舉前10日不得發布民意調查結果的規定，早晚各開一場記者會，說連戰的民調超過宋，說宋楚瑜已出局。
選前之夜又說連戰的民調超過宋十多個百分點，結果反倒是宋贏了連戰13.4%(1,739,419票)，結果證明馬英九發佈的民調是假的。

## 民意调查
| 民調來源                      | 完成日期                            | 無黨 宋楚瑜 | 民進 陈水扁 | 國民 连战 | 未表態 |
| ----------------------------- | ----------------------------------- | ----------- | ----------- | --------- | ------ |
| TVBS民调中心                  | 1999年9月19日-11月7日（六次取平均） | 34.8%       | 23.2%       | 20.2%     | 21%    |
| 环球电视/新新闻/中央通讯社    | 2000年1月17日                       | 25.3%       | 25%         | 16.6%     | 33.1%  |
| 天下杂志                      | 2000年1月27日                       | 27.9%       | 30%         | 16.1%     | 26%    |
| 传讯电视                      | 2000年1月31日                       | 29.1%       | 26.4%       | 20.1%     | 24.4%  |
| 中央警察大学                  | 2000年2月19日                       | 23.8%       | 21.3%       | 25.2%     | 29.7%  |
| 三立电视/盖洛普               | 2000年2月29日                       | 23.2%       | 22.7%       | 15%       | 39.1%  |
| 国民党中央政策会              | 2000年2月29日                       | 24%         | 23%         | 26%       | 27%    |
| 中华学术基金会                | 2000年3月1日                        | 22.1%       | 24.1%       | 25.2%     | 28.6%  |
| 劲报                          | 2000年3月1日                        | 20.8%       | 22.3%       | 21.9%     | 35%    |
| 中国时报                      | 2000年3月3日                        | 22%         | 22%         | 20%       | 36%    |
| 世新大学                      | 2000年3月5日                        | 26.9%       | 24%         | 18.7%     | 30.4%  |
| 联合报                        | 2000年3月5日                        | 26%         | 22%         | 27%       | 25%    |
| 企业发展研究学会              | 2000年3月6日                        | 19.5%       | 22.5%       | 25.8%     | 32.2%  |
| 民间决策国际公关民调中心      | 2000年3月6日                        | 24.2%       | 24.2%       | 20.3%     | 31.3%  |
| 明裕文化基金会                | 2000年3月6日                        | 21.7%       | 22.1%       | 24.1%     | 32.1%  |
| 环球电视/新新闻/山水民调      | 2000年3月7日                        | 26.5%       | 21.7%       | 22.8%     | 29%    |
| 陈水扁竞选总部                | 2000年3月7日                        | 25.1%       | 25.8%       | 22.4%     | 26.7%  |
| 民意测验学会                  | 2000年3月7日                        | 21.3%       | 23.8%       | 23.9%     | 31%    |
| 国家竞争力研究学会/大趋势民调 | 2000年3月7日                        | 22%         | 21.3%       | 24.5%     | 32.2%  |
| 宋楚瑜竞选总部                | 2000年3月7日                        | 23.1%       | 21.1%       | 17.6%     | 38.2%  |
| 连萧竞选总部                  | 2000年3月7日                        | 30.9%       | 29.4%       | 34.6%     | 5.1%   |
| 中华民国妇女创业协会          | 2000年3月7日                        | 20.7%       | 21.8%       | 22.2%     | 35.3%  |
| TVBS民调中心                  | 2000年3月7日                        | 24%         | 26%         | 25%       | 25%    |
| 来源：                        |                                     |             |             |           |        |

### 民调平均值
| 候选人      | 日期          | 民调来源                       | 民调次数           | 支持度平均值 | 标准差 |
| ----------- | ------------- | ------------------------------ | ------------------ | ------------ | ------ |
| 無黨 宋楚瑜 | 1999年-2000年 | TVBS民调中心、中国时报、联合报 | 105 （合并后为85） | 29.721%      | 5.221  |
| 民進 陈水扁 | 1999年-2000年 | TVBS民调中心、中国时报、联合报 | 105 （合并后为85） | 23.397%      | 3.386  |
| 國民 连战   | 1999年-2000年 | TVBS民调中心、中国时报、联合报 | 105 （合并后为85） | 20.140%      | 3.798  |
| 来源：      |               |                                |                    |              |        |

## 開票特別節目

### 電視台
- 華視：2000總統大選特別報導
- 公視：希望2000總統大選之夜
- ERA LIFE：決戰318[36]

### 廣播電台
- 飛碟聯播網、News98、Touch廣播網：龍騰千禧‧全民當家[37]
- ICRT：2000之夜[37]

## 選舉結果

### 全國得票統計
| 1        | 宋楚瑜、張昭雄 | 無黨籍        | 4,664,972票 | 36.84%                             |                                    |
| 2        | 連戰、蕭萬長   | 中國國民黨    | 2,925,513票 | 23.10%                             |                                    |
| 3        | 李敖、馮滬祥   | 新黨          | 16,782票    | 0.13%                              |                                    |
| 4        | 許信良、朱惠良 | 無黨籍        | 79,429票    | 0.63%                              |                                    |
| 5        | 陳水扁、呂秀蓮 | 民主進步黨    | 4,977,697票 | 39.30%                             | 當選                               |
| 選舉日期 | 選舉日期       | 2000年3月18日 | 選舉人數    | 15,462,625人                       | 15,462,625人                       |
| 投票率   | 投票率         | 82.69%        | 投票人數    | 有效：12,664,393人 無效：122,278人 | 有效：12,664,393人 無效：122,278人 |

### 各縣市投票結果
| 縣市                                                                         | 選舉人數  | 宋楚瑜、張昭雄 | 宋楚瑜、張昭雄 | 連戰、蕭萬長 | 連戰、蕭萬長 | 李敖、馮滬祥 | 李敖、馮滬祥 | 許信良、朱惠良 | 許信良、朱惠良 | 陳水扁、呂秀蓮 | 陳水扁、呂秀蓮 | 無效票 | 投票率 | 前二名 得票差 |
| 縣市                                                                         | 選舉人數  | 得票數         | 得票率         | 得票數       | 得票率       | 得票數       | 得票率       | 得票數         | 得票率         | 得票數         | 得票率         | 無效票 | 投票率 | 前二名 得票差 |
| ---------------------------------------------------------------------------- | --------- | -------------- | -------------- | ------------ | ------------ | ------------ | ------------ | -------------- | -------------- | -------------- | -------------- | ------ | ------ | ------------- |
| 臺北市                                                                       | 1,914,915 | 631,538        | 39.79%         | 347,564      | 21.90%       | 1,876        | 0.12%        | 8,723          | 0.25%          | 597,465        | 37.64%         | 12,449 | 83.53% | -34,073       |
| 臺北縣                                                                       | 2,437,456 | 812,821        | 40.26%         | 451,707      | 22.37%       | 2,384        | 0.12%        | 10,641         | 0.53%          | 741,596        | 36.73%         | 22,711 | 83.77% | -71,225       |
| 基隆市                                                                       | 275,256   | 106,032        | 47.01%         | 48,545       | 21.52%       | 295          | 0.13%        | 1,116          | 0.49%          | 69,555         | 30.84%         | 1,958  | 82.65% | -36,477       |
| 宜蘭縣                                                                       | 325,691   | 86,549         | 33.05%         | 51,082       | 19.51%       | 350          | 0.13%        | 736            | 0.28%          | 123,157        | 47.30%         | 2,029  | 81.03% | 36,608        |
| 桃園縣                                                                       | 1,134,413 | 413,370        | 43.83%         | 208,881      | 22.15%       | 1,140        | 0.12%        | 20,581         | 2.18%          | 299,120        | 31.72%         | 11,628 | 84.16% | -114,250      |
| 新竹縣                                                                       | 295,192   | 128,231        | 51.58%         | 51,442       | 20.69%       | 309          | 0.12%        | 7,093          | 2.85%          | 61,533         | 24.25%         | 2,607  | 85.10% | -66,698       |
| 新竹市                                                                       | 249,395   | 88,412         | 42.83%         | 46,234       | 22.40%       | 292          | 0.14%        | 1,746          | 0.85%          | 69,760         | 33.97%         | 2,185  | 83.65% | -18,652       |
| 苗栗縣                                                                       | 390,780   | 160,533        | 49.54%         | 71,798       | 22.20%       | 399          | 0.12%        | 3,931          | 1.22%          | 86,707         | 26.81%         | 3,298  | 83.59% | -73,826       |
| 臺中縣                                                                       | 992,527   | 318,499        | 38.10%         | 206,832      | 24.74%       | 1,176        | 0.14%        | 4,304          | 0.51%          | 305,219        | 36.51%         | 9,344  | 85.17% | -13,280       |
| 臺中市                                                                       | 636,533   | 217,486        | 41.37%         | 111,391      | 21.19%       | 616          | 0.12%        | 2,463          | 0.47%          | 193,796        | 36.86%         | 5,000  | 83.38% | -23,690       |
| 彰化縣                                                                       | 896,075   | 251,310        | 33.71%         | 191,685      | 25.71%       | 1,070        | 0.14%        | 2,811          | 0.38%          | 298,571        | 40.05%         | 7,997  | 84.08% | 47,261        |
| 南投縣                                                                       | 383,478   | 144,863        | 46.94%         | 56,025       | 18.15%       | 395          | 0.13%        | 914            | 0.30%          | 106,440        | 34.49%         | 2,622  | 81.17% | -38,423       |
| 雲林縣                                                                       | 538,140   | 114,188        | 27.70%         | 102,177      | 24.78%       | 975          | 0.24%        | 1,230          | 0.30%          | 193,715        | 45.99%         | 3,298  | 77.23% | 79,527        |
| 嘉義縣                                                                       | 410,702   | 85,890         | 26.98%         | 73,409       | 23.06%       | 561          | 0.18%        | 920            | 0.29%          | 157,512        | 49.49%         | 3,006  | 78.23% | 71,622        |
| 嘉義市                                                                       | 183,325   | 43,773         | 29.34%         | 34,670       | 23.24%       | 169          | 0.11%        | 448            | 0.30%          | 70,124         | 47.01%         | 1,134  | 82.00% | 26,351        |
| 臺南縣                                                                       | 789,844   | 136,217        | 21.10%         | 159,443      | 24.70%       | 1,164        | 0.18%        | 1,582          | 0.25%          | 347,210        | 53.78%         | 5,531  | 82.44% | 210,993       |
| 臺南市                                                                       | 508,517   | 114,299        | 27.53%         | 107,679      | 25.93%       | 580          | 0.14%        | 1,408          | 0.34%          | 191,261        | 45.06%         | 3,282  | 82.30% | 76,962        |
| 高雄市                                                                       | 1,042,117 | 259,023        | 29.78%         | 208,544      | 23.97%       | 877          | 0.10%        | 3,103          | 0.36%          | 398,381        | 45.79%         | 8,103  | 84.25% | 139,358       |
| 高雄縣                                                                       | 874,875   | 206,616        | 28.43%         | 174,021      | 23.95%       | 1,024        | 0.14%        | 2,478          | 0.34%          | 342,553        | 47.14%         | 5,851  | 83.73% | 135,937       |
| 屏東縣                                                                       | 647,524   | 131,371        | 25.48%         | 142,934      | 27.73%       | 692          | 0.13%        | 1,939          | 0.38%          | 238,572        | 45.28%         | 4,008  | 80.23% | 107,201       |
| 臺東縣                                                                       | 177,706   | 63,913         | 52.78%         | 28,659       | 23.66%       | 136          | 0.11%        | 294            | 0.24%          | 28,102         | 23.20%         | 1,418  | 68.95% | -35,811       |
| 花蓮縣                                                                       | 252,771   | 109,962        | 58.81%         | 36,042       | 19.28%       | 194          | 0.10%        | 736            | 0.39%          | 40,044         | 21.24%         | 2,201  | 74.84% | -69,918       |
| 澎湖縣                                                                       | 64,887    | 17,723         | 39.55%         | 10,418       | 23.25%       | 64           | 0.14%        | 119            | 0.27%          | 16,487         | 36.79%         | 388    | 69.66% | -1,236        |
| 金門縣                                                                       | 35,808    | 19,991         | 81.81%         | 3,543        | 14.50%       | 37           | 0.15%        | 105            | 0.43%          | 759            | 3.11%          | 214    | 68.84% | -19,232       |
| 連江縣                                                                       | 4,698     | 2,362          | 73.31%         | 787          | 24.43%       | 7            | 0.22%        | 8              | 0.25%          | 58             | 1.80%          | 16     | 68.92% | -2,304        |
| 註： - 各縣市得票數領先者使用網底標出。 - 得票數據以中央選舉委員會公佈為準。 |           |                |                |              |              |              |              |                |                |                |                |        |        |               |

### 選舉結果地圖
| 各鄉鎮市區投票結果 |

- 各縣市得票數領先者地圖 
   陳水扁領先   宋楚瑜領先
- 各縣市得票率地圖
- 各鄉鎮市區得票率地圖

## 後續及影響

### 國軍效忠問題
當時臺灣長期處於從來沒有換黨執政經驗、中華民國國軍長期處於黨國不分的情形。在民進黨陳水扁確定勝選後，國家將首次進行政黨輪替時，當時軍方心態還相當保守，甚至出現無法接受過去被政戰系統列為「三合一敵人」的對象來擔任總統，時任中華民國參謀總長湯曜明上將事前錄製好國軍效忠《中華民國憲法》，國軍堅持行政中立、軍隊國家化的談話影片，在總統大選開票確定後，透過電視向全國與國軍官兵表達國軍效忠《憲法》，不會因政黨輪替有所變動，穩定軍心。
當時許多國軍高階將領心態上還無法接受有台獨意識的陳水扁，因此湯曜明在開票結果的隔天，在陽明山青邨召開國防部主官（管）會議，並說服該等將領應該服膺憲法，效忠新任的三軍統帥。

### 國民黨中央黨部周邊的暴力示威
李登輝自述，中央黨部在選前提報的民調結果都顯示連戰會贏，只是多少的問題。因此在選前一天，李登輝還告訴美國前駐華大使李潔明，「國民黨的連戰會贏六個百分點」。而有的估票系統提醒說那些樂觀的選情有假，李登輝還一度懷疑其忠誠。:158
選舉開票當晚，李登輝取消了前往國民黨中央黨部的行程，因為「口袋裡只準備了勝選謝詞，沒有落選感言」。:159而宋楚瑜、張昭雄支持者從19日凌晨即群聚國民黨中央黨部及中華民國總統官邸，要求李登輝下台為選舉負責。凌晨一時，新黨臺北市議員鍾小平及臺北縣議員金介壽到達現場向民眾表達訴求。中午時，國民黨決定召開臨時中常會，國民黨及宋張支持者聞訊又開始聚集中央黨部，要求利用臨時中常會向李登輝總統抗議。
下午二時四十分，中央黨部前聚集二、三千名群眾圍住中央黨部南北兩側停車場出入口及大樓門口，當時國民黨中常委徐立德坐車抵達中央黨部，由於仁愛路側門車道口被群眾包圍無法進入，徐立德只得下車走向正門，準備由大門近中央黨部，經過群眾時遭群眾認出，十餘名群眾立刻追打，徐立德在大門柵欄跌倒，引起群眾對其拳打腳踢，最後在保一總隊保護下才得以進黨部。另一中常委王又曾抵達黨部後亦遭群眾追打，王又曾情急之下攀爬黨部旁仁信郵局圍牆欄杆躲近中央黨部。下午二時四十分至五十分，群眾情緒失控，看到「黑頭車」入黨部側門就打，有人擲花盆、有人持榔頭敲毀車窗檔風玻璃，七、八輛黑頭車遭殃。而立法院長王金平在抵達黨部也遭群眾發現並拉扯，王金平的領帶遭拉扯扯落，最後在警方保護下才搭上座車離開現場。而副主席連戰在總統府等候無法進入黨部。四時三十分，中央黨部再爆另一波激烈衝突，民眾抬來一箱箱雞蛋砸向中央黨部門口，並推擠大門前的電動鐵捲門，鎮暴警察以盾牌阻擋民眾的旗竿及汽笛瓦斯罐。
五時四十分，警方完成部屬，分別從仁愛路及信義路兩側部屬鎮暴車噴灑強力水柱，強制驅離群眾，將群眾趕至仁愛路及信義路分隔島上。群眾則對鎮暴警察丟擲石塊、木棍、瓦斯空罐，並將警方拒馬扛至車道形成路障阻止警察前進。警方見群眾情緒激動，下令部隊停止前進、停止噴水，雙方形成對峙。下午六時十五分，警方以優勢警力強制淨空中央黨部南北兩側出入口，在驅離過程中發生中山分局派出所主管于增祥被人打傷頭部，新黨台北市議員李慶元鼻血直流。
晚上八時，一輛宋楚瑜宣傳車抵達現場。向群眾宣佈台北市副市長歐晉德要到現場，而市長馬英九則在開記者會。群眾高喊「馬英九不來不夠誠意」，當歐晉德上宣傳車時，談話也幾次遭群眾打斷。晚上九點四十四分馬英九市長趕至現場，表達理解群眾對李登輝主席下台的要求，群眾曾一度歡聲雷動。但在馬英九表示將反映給李登輝，勸李主席做這樣考慮時，遭台下爆出「他沒資格考慮，馬上下台」，一度打斷其談話。十點四十分，有民眾更因認為馬英九沒有明確表態，丟出一顆雞蛋正中馬英九下顎，該名民眾也立刻被打到倒地不起，由鎮暴警察將他救起送醫。隨後馬英九表達願意促成李登輝辭黨主席，於十時四十五分離開現場，去李總統官邸。
凌晨一時十分，立委謝啟大重返中央黨部現場，勸說群眾離去回家，部分群眾及一輛宣傳車離去，但仍有不少群眾圍著中央黨部並發表言論，與外圍警方對峙。

### 國民黨方面
選舉失利後，國民黨支持者在街上抗爭，連續數天，要求黨主席李登輝下台，結果時任總統李登輝辭去國民黨主席，連戰出任代主席，連戰於同年年中的國民黨臨時全國代表大會（簡稱：全代會）上真除黨主席，翌年更當選國民黨第一個黨員直選的黨主席。
國民黨成為在野黨後，要求清算前總統李登輝與尊崇前總統李登輝的大有人在，加上連戰和李登輝關係決裂，使得李登輝與國民黨漸行漸遠，國民黨最終與前總統李登輝決裂，部分李系人馬在國民黨內被清除，導致了國民黨的再次分裂，部分原李系人馬和曾被李登輝提拔的如吳伯雄、馬英九與吳敦義等與李登輝決裂，之後成為國民黨的新主流派。
國民黨在政黨輪替後仍是立法院第一大黨（此時仍為第4屆立法委員任期，直至2001年底改選），作為最大在野黨掌握對立法院的控制權。雖然國民黨黨員唐飛受邀組閣，但是國民黨對唐飛的支持還是一般，加上核四問題，唐飛終於去職。作為反對黨領袖的連戰被時任總統陳水扁邀請到總統府面談，時任總統陳水扁當面答應研究是否停建核四的問題，連戰離去總統府後，時任行政院院長張俊雄就宣布停建核四。認為受到陳水扁侮辱的連戰，遇到宋楚瑜同時釋出善意，使國民黨與親民黨以及新黨，合組在野大聯盟，泛藍軍一說從此面世。由於泛藍佔立法院席次超過140席，甚至提出總統罷免案，民進黨政府在「朝小野大」的情況下從此舉步維艱。
2001年底立委選舉，由於親民黨分去不少泛藍票數加上藍軍高額提名，國民黨席次大幅滑落至68席。但仍多於親民黨的46席。相反同時舉行的地方縣市長選舉，國民黨則重新奪回桃園縣、新竹縣市、臺中縣市、基隆市等傳統泛藍縣市，與民進黨一樣是9席，若加入親民黨、新黨和親藍的無黨籍席次，泛藍陣營可謂小勝。

### 民進黨方面
本次是民進黨自創黨以來，首次獲得中央執政權。自1994年陳水扁當選臺北市市長，1997年縣市長選舉民進黨一舉攻下12席縣市長以來，更進一步地邁向執政。
陳水扁邀請國民黨籍卸任國防部長唐飛組閣，由游錫堃出任行政院副院長、張俊雄出任總統府秘書長。總統陳水扁與行政院長唐飛甫上任時民意滿意度一度高達八成。但是未幾，八掌溪事件爆發，游錫堃立即辭職承擔政治責任，由張俊雄接手，但是等風頭一過，數月後游錫堃又出任總統府秘書長。由於民進黨與在野國民黨陣營之間對停建核四之間的爭執越演越烈，兩邊不是人的唐飛乃以健康不佳為由請辭獲准，由副院長張俊雄接任。唐飛去職後，陳水扁一度因為停建核四風波而被在野國民黨企圖罷免。由於泛藍陣營佔國會多數，少數執政的張俊雄內閣這一年的施政可謂舉步維艱。
在2001年12月的立法委員選舉中，被國民黨除黨籍的李登輝帶領部分國民黨本土派人士組成台聯，與民進黨進行合作（「泛綠」之稱自此始），奪得13席立委席次。民進黨則得到87席，首度成為國會第一大黨，但同時亦失去了6席在1997年奪下的中北部縣市長席位。泛綠陣營在225席的立法院中又得到趙永清和張花冠兩名無黨籍立委加盟，實力成長到102席。
在選舉時，時任總統陳水扁稱組國安聯盟，拉攏國民黨內本土派系，但由於國親緊密合作，國安聯盟變成空話。立法委員選舉後，張俊雄內閣下台，由總統府秘書長游錫堃繼任，游錫堃內閣歷時3年。
黨主席林義雄宣佈不連任，由高雄市市長謝長廷一人同額參選，結果當選主席。扁代謝長廷宣布謝與高雄市民有約，將參選年底的選舉競選連任。結果，民進黨黨內推「黨政同步」案，在執政時由總統兼任黨主席，結果連謝長廷也支持，陳水扁正式以總統身份兼任民進黨第十屆黨主席。

### 宋楚瑜團隊（親民黨）方面
宋楚瑜在總統大選的得票率，創下36.8%的記錄。在前立法院院長劉松藩的鼓勵下，宋楚瑜宣布組成親民黨。以搭檔張昭雄為副主席，鍾榮吉在辭去政務委員和退出國民黨後就任親民黨秘書長。
親民黨以前臺灣省省長宋楚瑜在臺灣省政府的班底為基礎，加上退出國民黨的人士。親民黨在國會有一定數量的席次，但與國民黨不和。核四停建爭議爆發以後，宋楚瑜向連戰伸出友善之手，成功整合國親新三黨，結成在野大聯盟。
在立委選舉以及縣市長選舉，親民黨的取向也非常重要，在彰化、南投等縣市，國親分裂使民進黨得利，國民黨的候選人（前外交部部長胡志強）在臺中市等地因親民黨的支持而當選。立委選舉中，親民黨席次之大幅成長至46席；親民黨還在臺東、連江兩縣成功取得執政權。
部分意見認為，黨產資源原本就不如國民黨雄厚的親民黨在2001年縣市長選舉中接近全面性的禮讓國民黨，雖然幫助泛藍團結勝選，但也造成了親民黨更加缺乏地方執政資源的局面，無法培養自身的樁腳，導致它快速泡沫化。於2003年國親合作搭檔參選2004年總統選舉之後，親民黨的政治明星如謝國樑等人更是大量地回流國民黨。

## 註解
1. ↑  臺語：kuã-nâ-ké-sio-kim。婦人假借拿籃子到廟裡拜拜會見情夫，延伸為不安好心。
2. ↑  蔣孝勇遺孀蔣方智怡。

1. ↑  
民國84年之《總統副總統選舉罷免法》第47條：政黨及任何或法人代表不得於投票日前十日內發布有關候選人或選舉之民意調查資料。第86條：政黨及任何人或法人代表違反第四十七條第二項規定或候選人對於競選經費之收入或支出金額，故意為不實之申報者，處新臺幣五十萬元以上二百五十萬元以下罰鍰。